# Naissance en 1249
Naissance
- 1245
- 1246
- 1247
- 1248
- 1249
- 1250
- 1251
- 1252
- 1253

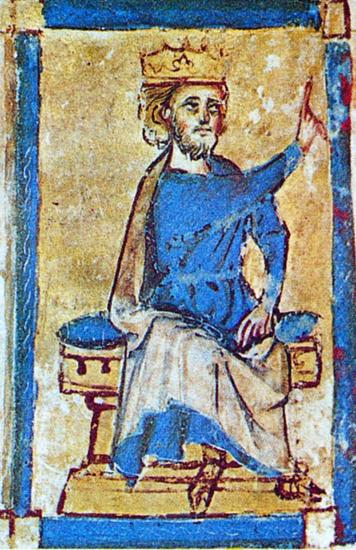
Éric V de Danemark, né en 1249.

Cette page dresse une liste de personnalités nées au cours de l'année 1249 :
- 9 juillet : Kameyama, 90e empereur du Japon.
- 26 décembre: Edmond de Cornouailles, membre de la famille royale Plantagenêt, fut comte de Cornouailles.

- Frédéric Ier de Bade-Bade, co-margrave de Bade-Bade (avec Rodolphe Ier de Bade-Bade, son oncle), margrave titulaire de Vérone, duc de Styrie et d'Autriche.
- Éric V de Danemark, roi de Danemark.
- Alida de Sienne, sainte catholique.
- Amédée V de Savoie,  comte de Savoie.
- Menahem Hameïri, rabbin catalan.

date incertaine (vers 1249)
- Humphrey de Bohun, baron anglais, comte de Hereford et comte d'Essex de 1275, il est également gouverneur des Cinq-Ports sous Henri III et Lord Grand Connétable sous Henri III et son fils Édouard Ier.
- Jean Balliol, roi des Écossais.

## Crédit d'auteurs
- Cet article est partiellement ou en totalité issu de l'article intitulé « 1249 » (voir la liste des auteurs).